# Jüdisches Museum Westfalen

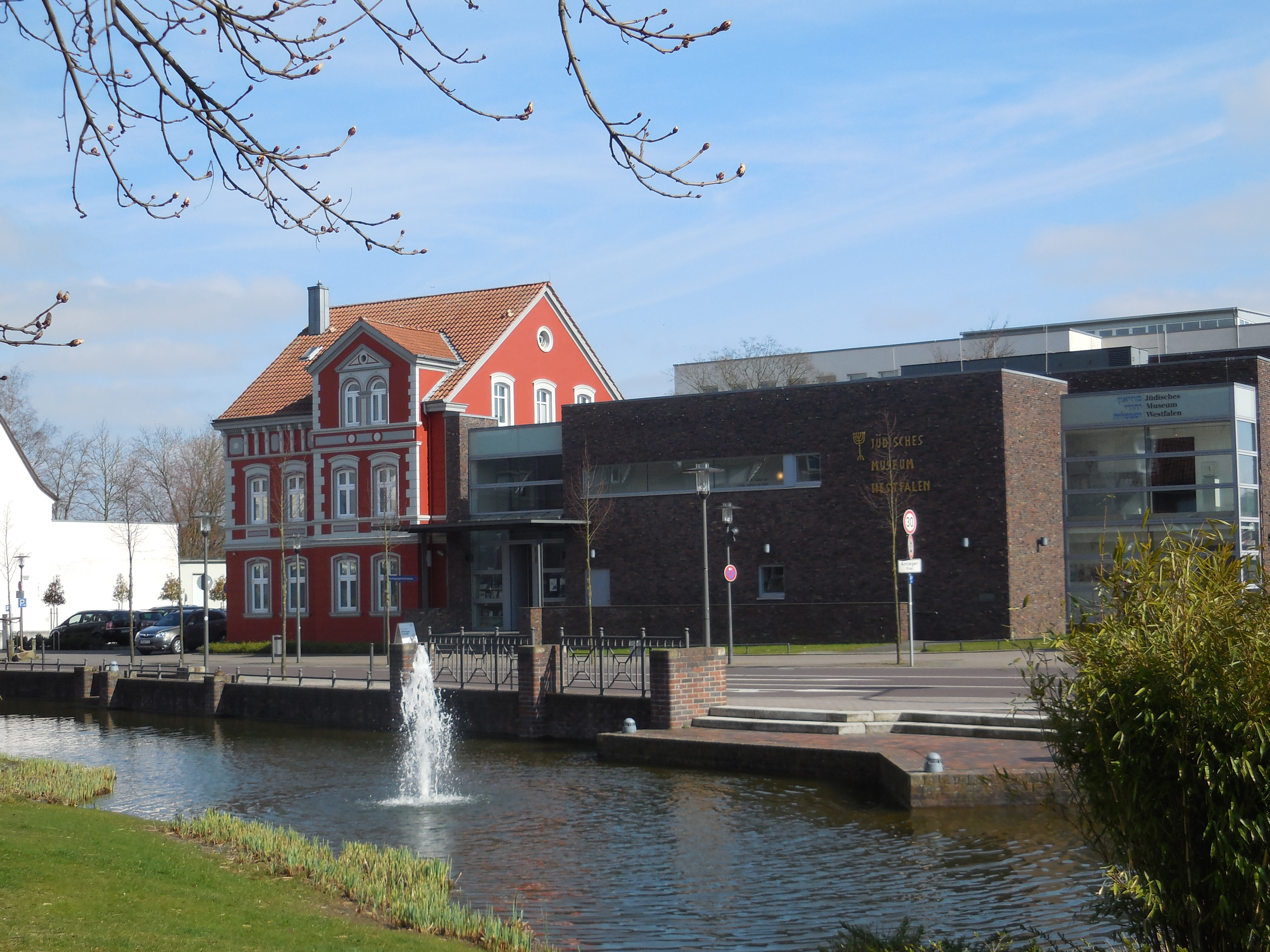
Jüdisches Museum Westfalen (2015)

Das Jüdische Museum Westfalen in Dorsten zeigt in seiner Ausstellung die Religion und Kultur der Juden in Deutschland und insbesondere die Geschichte des Judentums in Westfalen. Das Museum bietet neben Führungen regelmäßig Veranstaltungen verschiedener Art: Vorträge, Lesungen, Konzerte, Workshops, Fortbildungen. Eine große Präsenz-Bibliothek und eine kleine Buchhandlung gehören ebenfalls zum Angebot. 2013/2014 wurde das Museum in der Roten Liste Kultur des Deutschen Kulturrates zwischenzeitlich als gefährdet eingestuft.

## Geschichte
Das heutige Museum ging aus der seit 1982 bestehenden Dorstener Bürgerinitiative und Forschungsgruppe „Regionalgeschichte/Dorsten unterm Hakenkreuz“ hervor, die zuvor eine Buchreihe zur Dorstener Geschichte herausgegeben und eine lokalgeschichtliche Ausstellung erarbeitet hatte. Während der Recherche für den Band über die jüdische Gemeinde in Dorsten, bis 1932 als Synagogenhauptgemeinde der Fläche nach zweitgrößter jüdischer Gemeindebezirk Deutschlands, stellte sich heraus, dass bei großen Teilen der Bevölkerung und der Forschungsgruppe selbst anstelle von Wissen eine „tiefwurzelnde Unwissenheit in bezug auf das Judentum“ und „Vorurteile als Relikte des christlichen Antijudaismus und neuzeitlichen Antisemitismus“ existierten. Aus dieser Erkenntnis und einer unerwartet entstandenen Sammlung von Überresten der jüdischen Geschichte, die von Zeitzeugen, Angehörigen und Freunden der vertriebenen Juden der Forschungsgruppe übergeben wurden, entstand die Idee einer öffentlichen Präsentation und Dokumentation.
Die Bürgerinitiative gründete 1987 den Verein für jüdische Geschichte und Religion e. V. und fasste unter dem Arbeitstitel „Dokumentationszentrum für jüdische Geschichte und Religion“ den Plan, ein Museum einzurichten. Dieses Museum sollte vor allem Nichtjuden die jüdische Kultur und die regionale jüdische Geschichte vermitteln und zum Ort des Lernens werden. Im November 1987 begann die Forschungsgruppe, unter dem Namen „Sammlung Judaica Dorsten“ privat finanziert einen Grundstock an historischen Exponaten zu sammeln.
Mit neuen Geldquellen wie Objektpatenschaften, Darlehen und Zuschüssen des Landes Nordrhein-Westfalen, des Landschaftsverbandes Westfalen-Lippe und vor allem der Nordrhein-Westfalen-Stiftung sowie Unterstützung durch die Stadt Dorsten war es dem Verein möglich, Judaica, wertvolle Kultusgegenstände und Dokumente zu erwerben. Durch Schenkungen und Leihgaben von Privatpersonen, Museen, Institutionen, der jüdischen Gemeinde Bochum-Herne-Recklinghausen und der israelischen Stadt Hod haScharon wurde die Sammlung erweitert.
Ein Altstadtbau im Eigentum der Stadt Dorsten wurde mit Landesmitteln für etwa 2,3 Mio. DM saniert und an den Verein vermietet. Das Museum wurde am 28. Juni 1992 im Beisein des nordrhein-westfälischen Ministerpräsidenten Johannes Rau, des israelischen Botschafters Benjamin Navon und des Regierungspräsidenten Erwin Schleberger feierlich eröffnet. Der Namenszusatz „Westfalen“ wurde kurz vor der Eröffnung beschlossen, um die Stellung als einziges jüdisches Museum Westfalens hervorzuheben, obwohl die Sammlung zunächst wenige Exponate westfälischer Provenienz enthielt.
Seit 1999 unterstützt die Stiftung „Jüdisches Museum Westfalen“ die Museumsarbeit finanziell. 2001 erfolgte ein größerer Anbau, der die Ausstellungsfläche um etwa 280 m² erweiterte und Platz für einen Veranstaltungsraum und ein Foyer schuf. Am 26. August 2001 wurde die Neueröffnung des Museums mit einer völlig neu gestalteten Dauerausstellung gefeiert. Eine Renovierung des Altbaus erfolgte im Jahr 2002. Im Januar 2004 wurde die Dauerausstellung des Museums um eine Ausstellung zur regionalen Geschichte der Juden erweitert. Im Mai 2006 wählten die Mitglieder des Trägervereins den bisherigen Schriftführer Norbert Reichling zum Vorsitzenden des Vereins und ehrenamtlichen Leiter des Museums. Die Gründungsvorsitzende Johanna Eichmann wurde kurz nach ihrem 80. Geburtstag zur Ehrenvorsitzenden gewählt und hatte dieses Amt bis zu ihrem Tod 2019 inne. Im Herbst 2017 konnte der Verein 25 Jahre Museum feiern, 30 Jahre Vereinsarbeit und 35 Jahre regionalgeschichtliche Forschung.

## Lage und Architektur

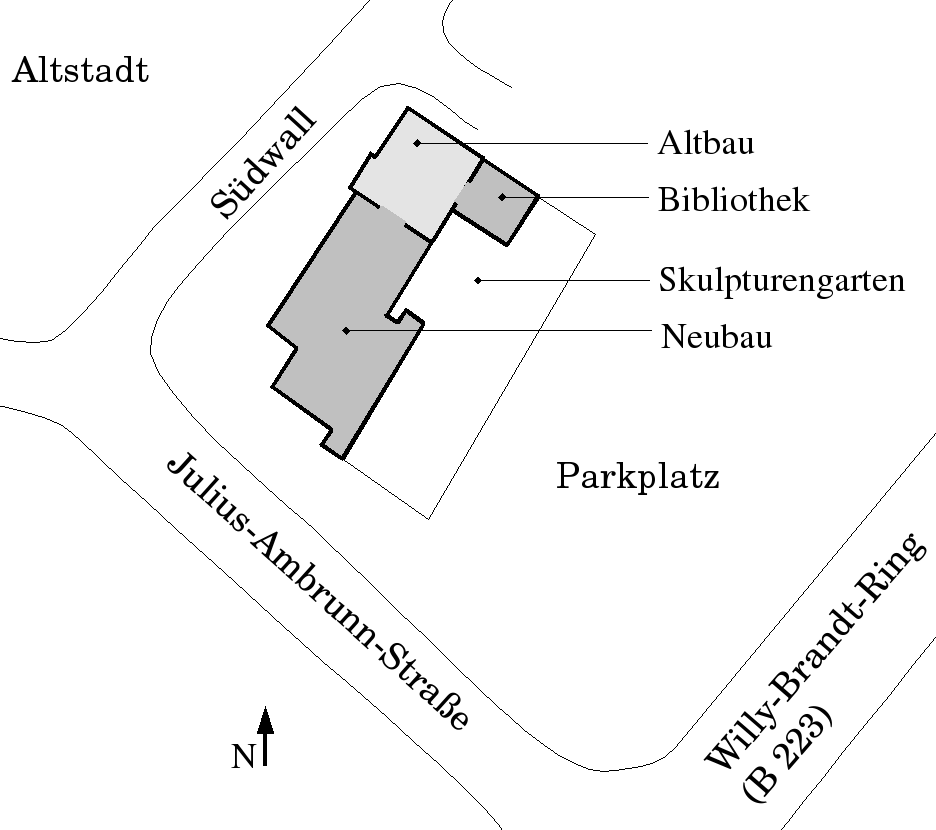
Lage des Museums

Das Museum befindet sich im Südosten der Dorstener Innenstadt an der Ecke der Straßen Südwall und Julius-Ambrunn-Straße, letztere ist benannt nach dem letzten Vorsitzenden der örtlichen Synagogengemeinde 1942.
Das Museum besteht zunächst aus einem dreigeschossigen Altbauwohnhaus aus der Gründerzeit um 1900, das dem Jugendstil zugerechnet wird. Der quadratische Grundriss des traufenständigen Gebäudes wird nur von einem an der straßenseitigen Fassade befindlichen, leicht vorspringenden Risalit unterbrochen. Durch mehrere weiße Gesimsbänder wird die heute rot gestrichene Fassade horizontal gegliedert. Die symmetrisch angeordneten Stich- und Rundbogenfenster sowie Schmuckwerk, wie die sechs unterhalb des Dachgesimses befindlichen Konsolen, gliedern die Außenwände vertikal. Im Giebel befindet sich je ein Ochsenauge mit Streben in Form eines Davidsterns. Den Giebel des Risalts ziert ein verkleinerter Schmuckgiebel, ähnlich einem Tympanon, ebenfalls mit einem Ochsenauge.
Dem Altbau wurde 2000 ein großer, zweigeschossiger Neubau entlang der Straße Südwall bis zur Ecke Julius-Ambrunn-Straße angefügt. Der moderne Anbau nach einem Entwurf von Detlef Wiegand besteht aus mehreren verschachtelten Kuben. Die Verbindung zwischen Alt- und Neubau bilden das durch große Fensterflächen offen gestaltete Foyer im Erdgeschoss und eine Empore im Obergeschoss. Weitere großflächige Fenster lockern die sonst verschlossene Form auf. Der Neubau fällt besonders durch eine flächige, aber in ihrer Struktur unregelmäßige Klinkerfassade auf. Die Gestaltung der Fassade mit minderwertigen Ziegeln, sogenannten Fußsteinen, erinnert an den Backsteinexpressionismus der 1920er Jahre, wird aber auch mit den Bedrückungen und Zerwürfnissen der jüdischen Geschichte assoziiert. Durch die nächtliche Beleuchtung der Fassade entstehen außerdem interessante Effekte.
Hinter dem Museumsgebäude befindet sich ein Skulpturengarten. Ein Gedenkstein zum Holocaust, mehrere Skulpturen sowie Plastiken von Manfred Marreck, Tisa von der Schulenburg und anderen bieten dem Besucher Raum zu Entspannung und Gedenken. Im Herbst 2008 kam die Installation „Wegweisend“ des Bochumer Künstlers Marcus Kiel hinzu, die mit Straßenschildern an ausgewählte untergegangene Gemeinden Westfalens erinnert.

## Trägerverein, Stiftung und Mitarbeiter
Träger der Einrichtung ist der gemeinnützige „Verein für jüdische Geschichte und Religion e. V.“, Dorsten. Vorsitzender des Trägervereins des Museums war Norbert Reichling. Der Verein zählt 415 Mitglieder, neben zahlreichen Privatpersonen fördern auch 24 Städte, Kirchengemeinden und andere Organisationen den Verein als korporative Mitglieder.
Neben acht Rezeptionskräften in geringfügigen Arbeitsverhältnissen ist eine Historikerin als wissenschaftliche Fachkraft beim Museum festangestellt. Eine museumspädagogische Stelle wird vom Kreis Recklinghausen finanziert. Seit dem 1. Juli 2020 hat das Museum mit Kathrin Pieren erstmals eine hauptamtliche Leitung. Die Museumsarbeit wurde zu Beginn hauptsächlich ehrenamtlich getragen und wird bis dato maßgeblich durch Ehrenamtliche und Honorarkräfte unterstützt. Einschließlich aller ehrenamtlichen Mitarbeiter sind etwa 30 Kräfte beim Museum beschäftigt. Die Personalkosten werden seit 1999 teilweise durch Zinserträge aus dem Stiftungskapital der Stiftung „Jüdisches Museum Westfalen“ gedeckt. Träger dieser Stiftung des privaten Rechts sind der Kreis Recklinghausen und die Sparkasse Vest Recklinghausen. Seit dem Jahr 2020 gehört auch der Landschaftsverband Westfalen-Lippe zu den dauerhaften Förderern des Museums.
Das Museum ist Mitglied in verschiedenen fachlichen Netzwerken, so z. B. im Arbeitskreis der NS-Gedenkstätten und -Erinnerungsorte in NRW, der Arbeitsgemeinschaft Jüdische Sammlungen und der Association of European Jewish Museums.

## Dauerausstellung

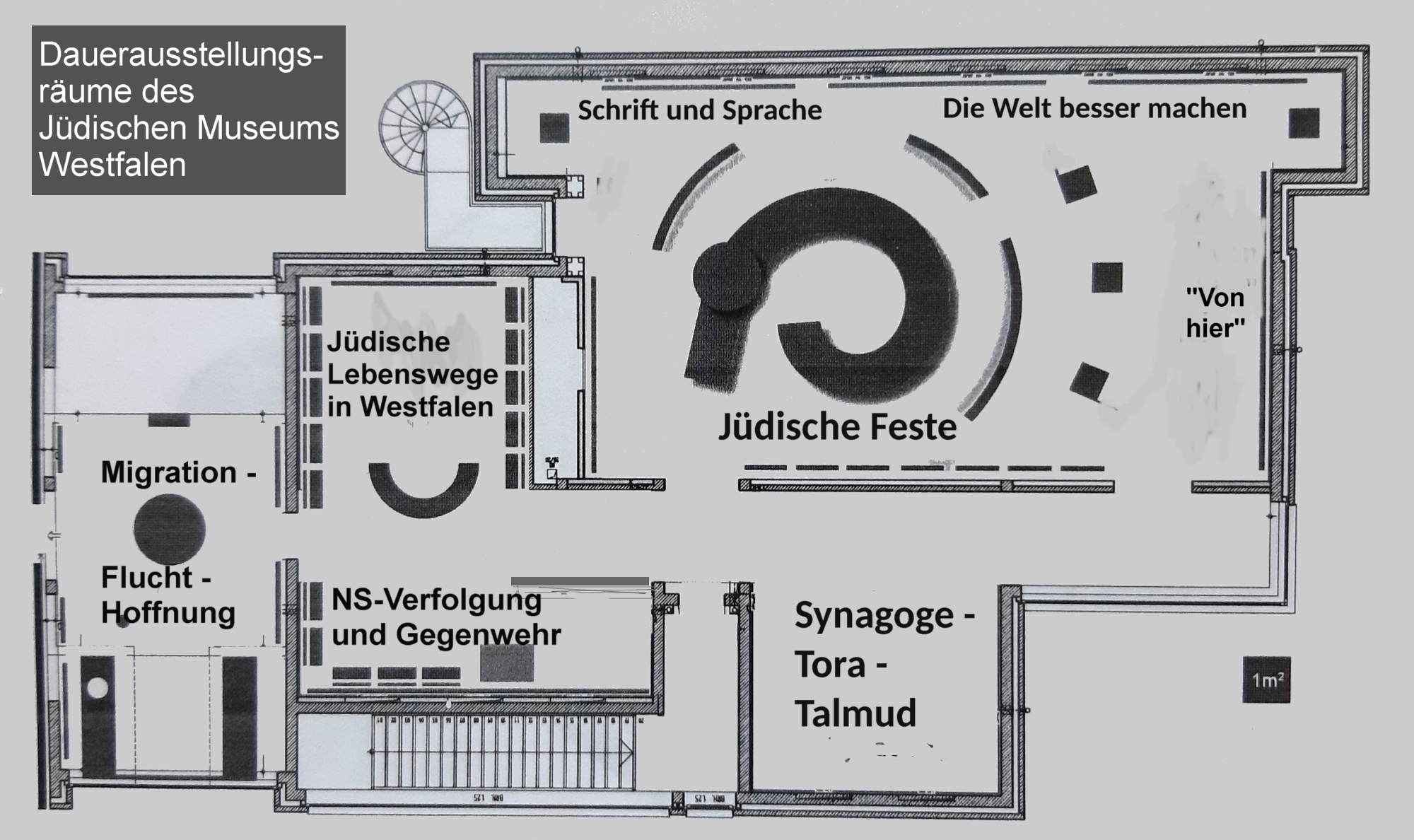
Raumplan der Dauerausstellung

Die Dauerausstellung im Obergeschoss erreicht der Besucher über eine Treppe vom Foyer aus. Diese 2018 grundlegend erneuerte Ausstellung trägt den Titel „L’Chaim! Auf das Leben! Jüdisch in Westfalen“. Sie führt ein in jüdische Traditionen und Gegenwart; außerdem zeigt sie am Beispiel von 16 Biografien aus Westfalen die Regionalgeschichte seit der Frühen Neuzeit.

### Jüdische Lebenswege in Westfalen

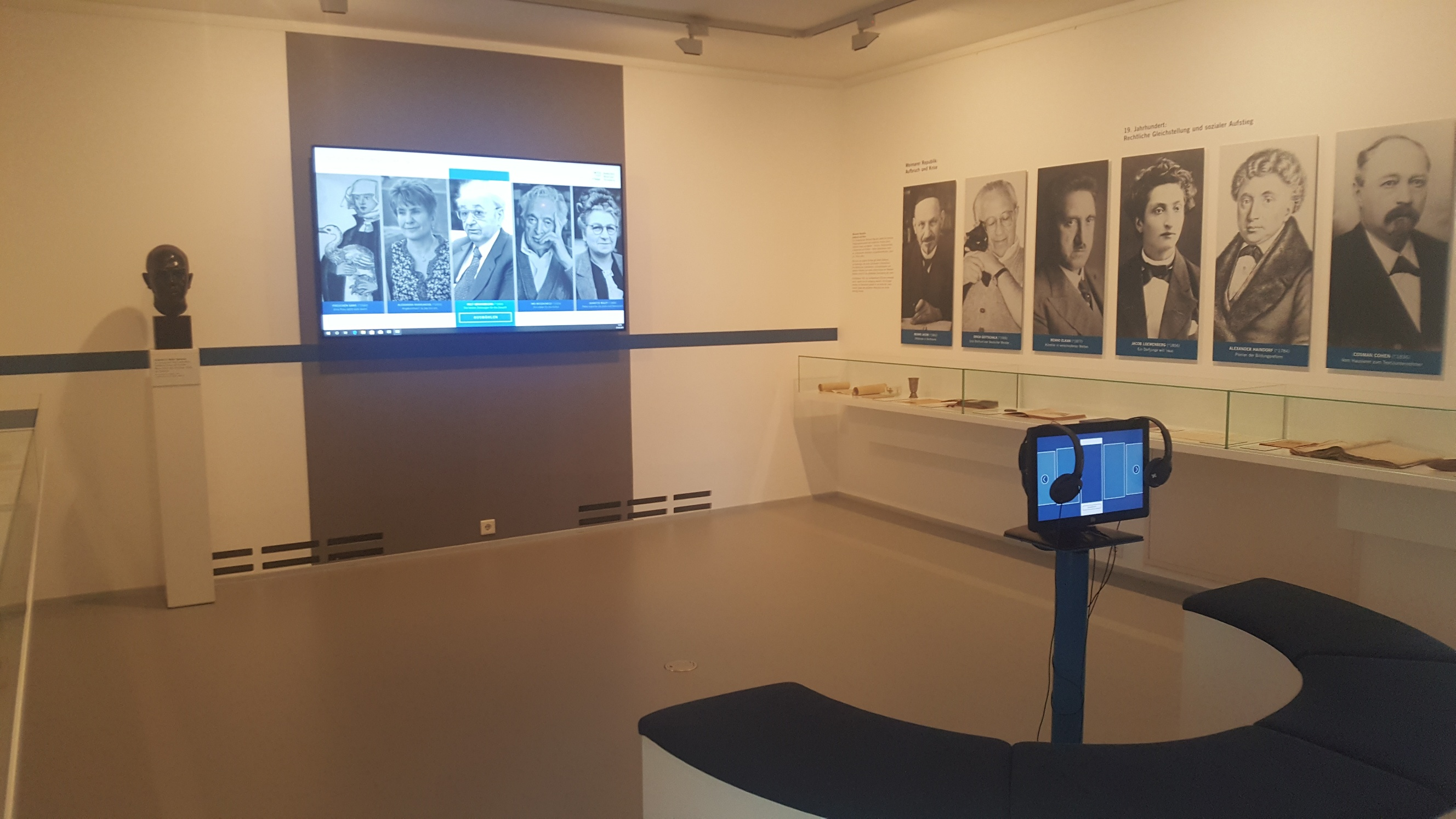
Jüdische Lebenswege in Westfalen 2018

In diesem Bereich der Dauerausstellung werden die 700 Jahre der lokalen jüdischen Geschichte anhand 16 beispielhafter Lebensläufe von Juden aus der Region vorgestellt. Mit Fotos, Büchern, Skulpturen, Briefen, Urkunden, aber auch zahlreichen persönlichen Gegenständen werden die Geschichten der Personen anschaulich nachgezeichnet. Eine umfangreiche Medienstation erlaubt die Vertiefung.
Die Gleichberechtigung von Mann und Frau in jüdischen Familien repräsentiert die Händlerin Freuchen Gans (1560–1630) aus Hamm, die zusammen mit ihrem Mann Moises reichsweite Geschäfte tätigte. Wie unsicher der Rechtsstatus der Juden in der frühen Neuzeit war, zeigt die Gefangennahme des Handelsreisenden Jacob Kaufman auf Schloss Lembeck 1602. Weitere Stationen behandeln die Lebenswege des Bildungsreformers Alexander Haindorf (1784–1862) aus Münster, des Bocholter Textilunternehmers Cosman Cohen (1836–1897) und des Lehrers und Dichters Jakob Loewenberg (1856–1929) aus Salzkotten.
Darüber hinaus finden sich weitere Lebenswege, die von den Verfolgungen in der Zeit des Nationalsozialismus geprägt sind. Der Bottroper Josef Dortort steht für eine geglückte Emigration aus NS-Deutschland, die Gelsenkirchenerin Margot Spielmann für eine scheiternde Flucht. Der Rabbiner und Bibelwissenschaftler Benno Jacob (1862–1945) aus Dortmund floh 1938 vor den Nationalsozialisten nach London. Die Sozialistin Jeanette Wolff (1888–1976) überlebte eine Odyssee durch verschiedene Ghettos und Lager. Sie wurde die bedeutendste jüdisch-deutsche Nachkriegspolitikerin und war von 1951 bis 1961 Bundestagsabgeordnete für die SPD. Der Dortmunder Bildhauer Benno Elkan (1877–1960) emigrierte 1933 nach London und schuf später die große Menora von der Knesset. Der Textilkaufmann und Fußballer Erich Gottschalk (1906–1996) aus dem Ruhrgebiet überlebte als einziger seiner Familie den Holocaust. Marga Spiegel (1912–2014) aus Ahlen tauchte 1944 im Münsterland unter und veröffentlichte 1965 ihre Lebensgeschichte Retter in der Nacht. Die aus Paderborn stammende Schriftstellerin Jenny Aloni (geb. Rosenbaum) (1917–1993) wanderte 1939 nach Palästina aus. Imo Moszkowicz (1925–2011) aus Ahlen überlebte das KZ Auschwitz III Monowitz und wurde später ein erfolgreicher Regisseur und Theaterschauspieler. Rolf Abrahamsohn (1925–2021) aus Marl überlebte mehrere Konzentrationslager und gründete nach dem Zweiten Weltkrieg eine Textilhandelsfirma in Marl. Die Vorsitzende der Unnaer liberalen jüdischen Gemeinde „HaKochaw“, Alexandra Khariakova, steht hier für die von der postsowjetischen Einwanderung geprägte jüdische Gegenwart des Ruhrgebiets.

### Jüdische Religion und Tradition

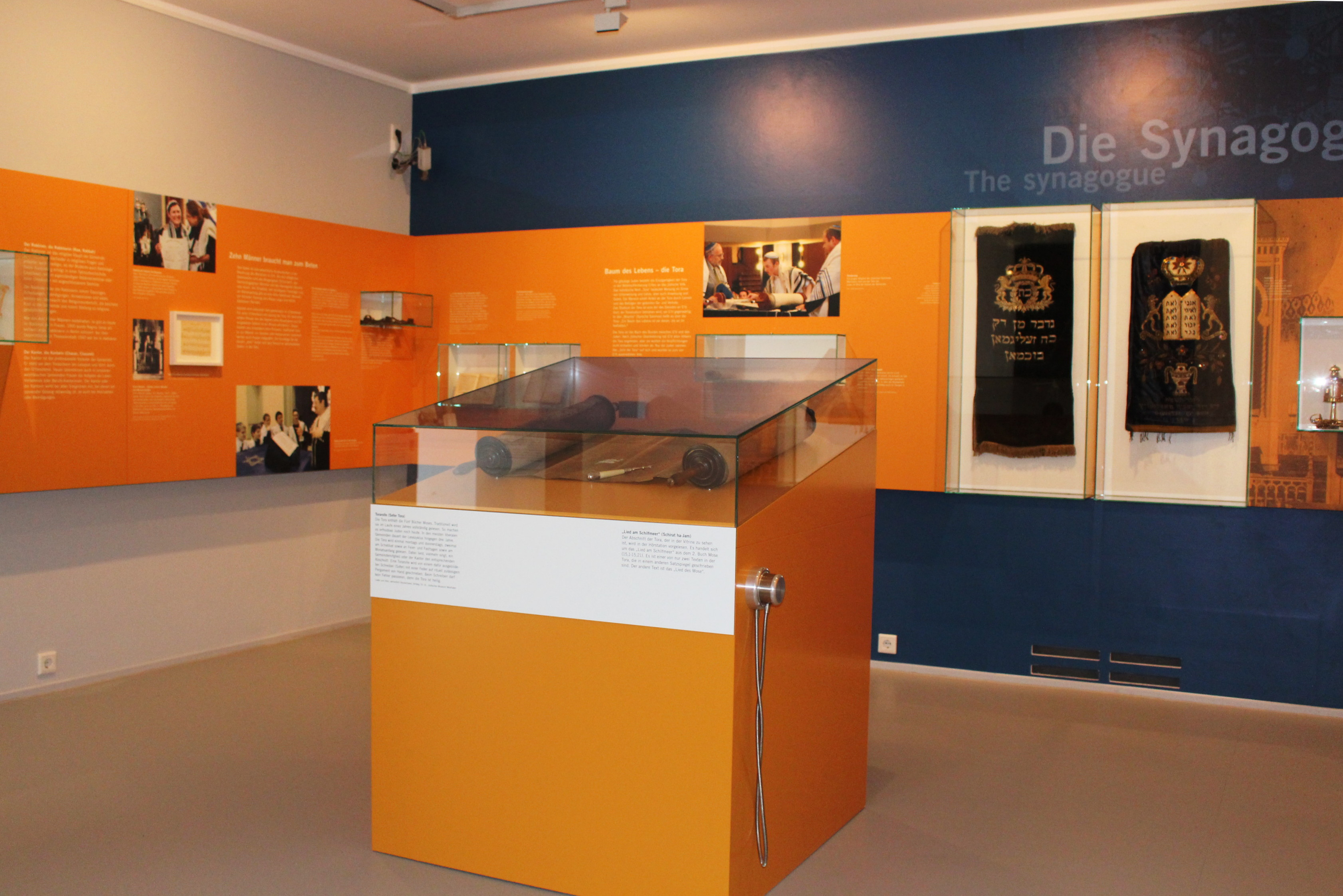
Die Synagoge (2018)

In zwei Räumen befindet sich der zweite große Bereich der Dauerausstellung, in dem die jüdische Religion und Kultur beleuchtet wird. Neben Exponaten, die dem religiösen Gebrauch dienten (Judaica), finden sich Gebrauchsgegenstände und Anschauungsobjekte. Der Ausstellungsbereich lässt sich thematisch in fünf Abschnitte unterteilen: „Synagoge – Tora – Talmud“, „Jüdische Feste“, „Speiseregeln“, „Schrift und Sprache“, „Die Welt besser machen“.

### Synagoge – Tora – Talmud

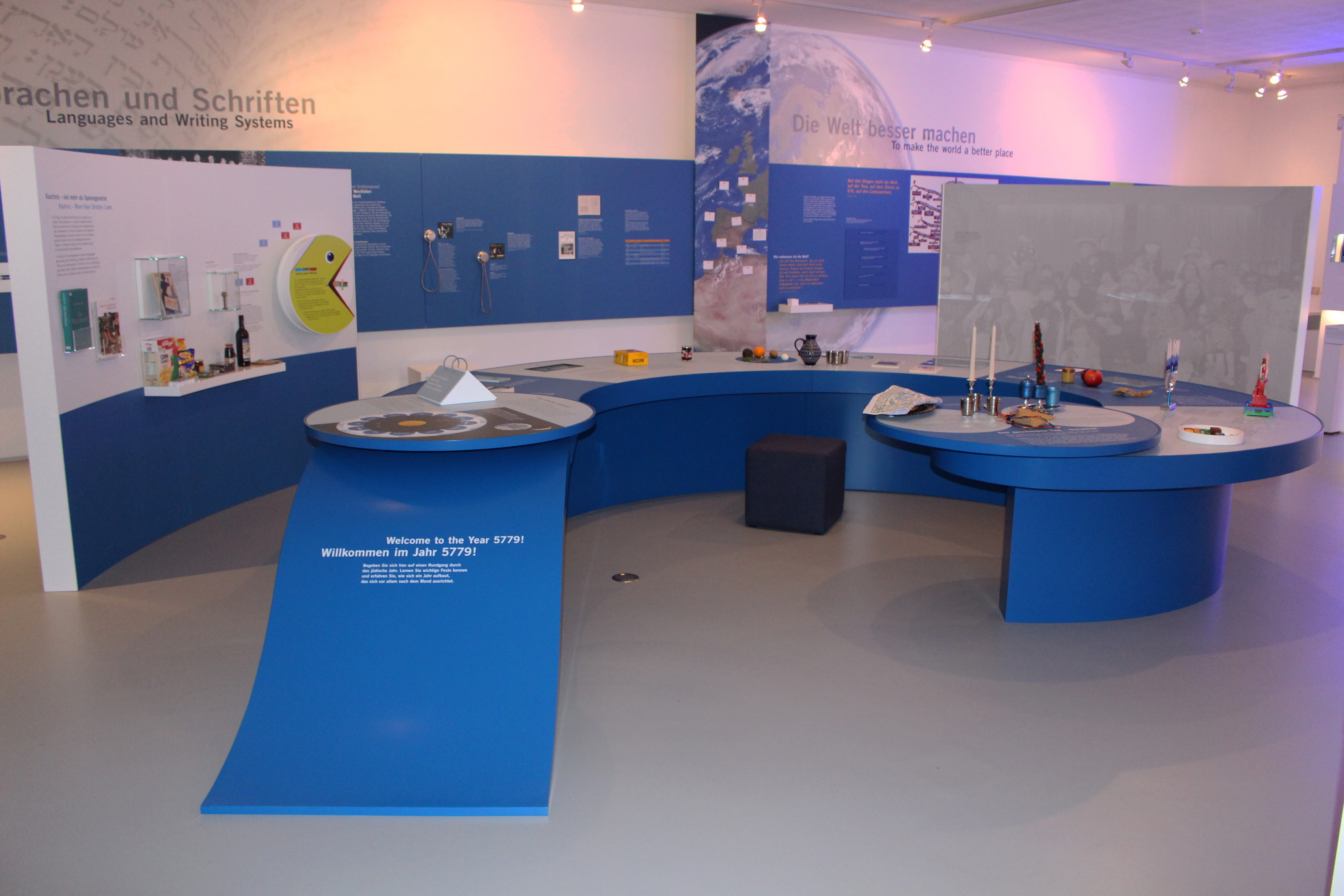
Das jüdische Festjahr: Ein Tisch zum anfassen und mitmachen (2018)

Dieses Ausstellungskapitel befasst sich mit der Synagoge, der Tora und dem Talmud. Als zentrales Exponat dient hier eine große Torarolle aus Leder, die von etwa 1830 stammt. Außerdem werden Talmudbände, Toraschmuck wie bestickte Torawimpel, -mäntel, -aufsätze (Rimonim), -schilde (Tass) und -vorhänge (Parochet) sowie einige Torazeiger (Jad) gezeigt.
Anhand des Modells einer 1938 zerstörten Landsynagoge in Vreden und einer virtuellen Rekonstruktion der Dortmunder Synagoge wird die Synagoge als Zentrum des Gemeindelebens erläutert.
Die Bedeutung des Talmud als Auslegungs- und Diskussionsforum „über Raum und Zeit hinweg“ wird ebenfalls erklärt.

### Jüdische Feste

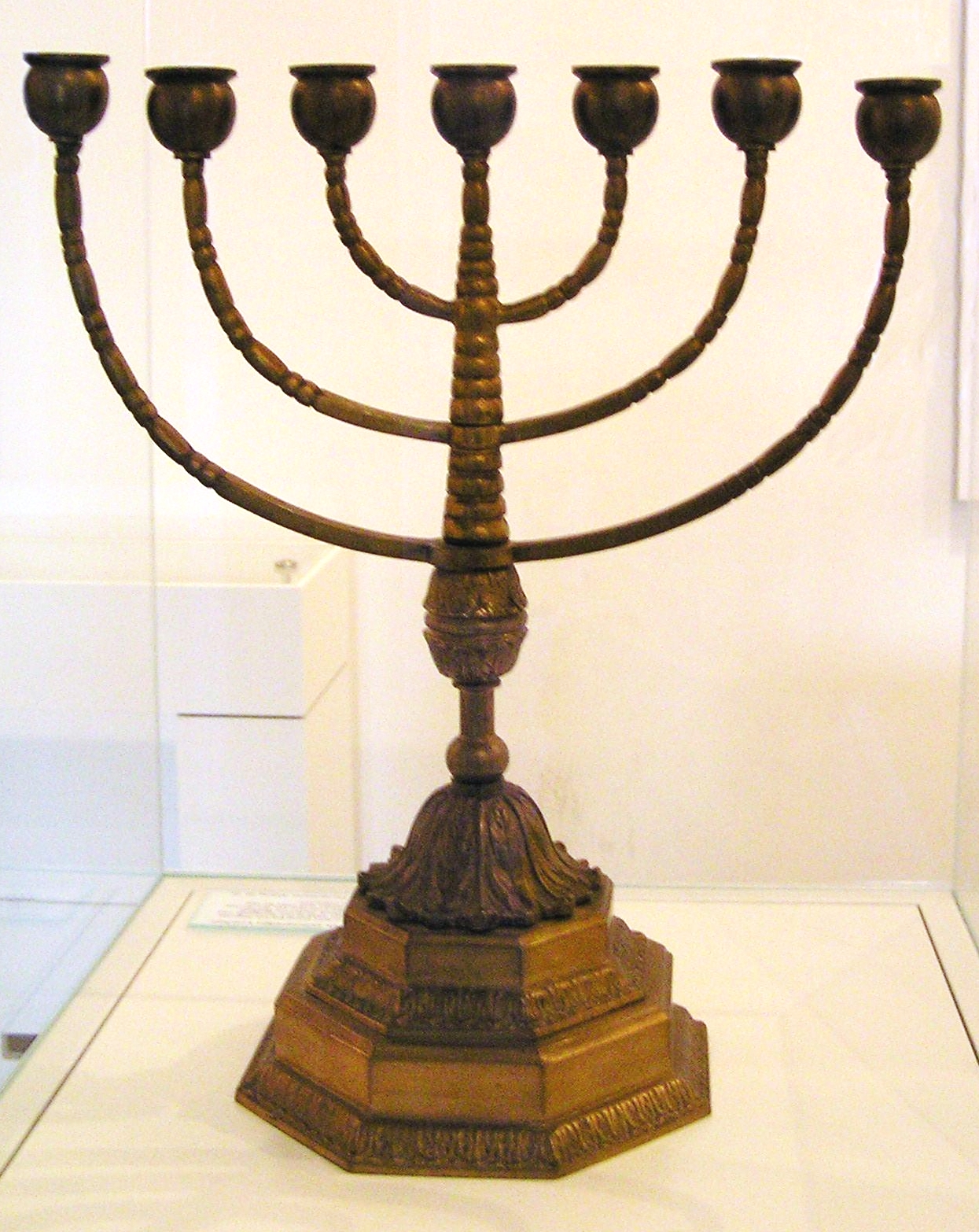
Menora, Deutschland, Anfang des 20. Jahrhunderts

Der zweite Teilbereich stellt das Alltagsleben, jüdische Feste und Bräuche vor. Dabei wird auf einem zentralen – von interaktiven Elementen und anfassbaren Objekten geprägten – Tisch die Gegenwart präsentiert, während die historischen Objekte am Rand des Saals aufgereiht sind.
Die Darstellung der jüdischen Feiertage ist nach ihrer Abfolge im Jahreskreis des jüdischen Kalenders geordnet. Ein Schofar (Blasinstrument aus Widderhorn) dient der Illustration für das jüdische Neujahrsfest Rosch ha-Schana (Ende September) und das Versöhnungsfest Jom Kippur (Ende September), da an beiden Festen das Schofar geblasen wird. Mehrere Chanukkaleuchter und -bänke aus Silber und Messing verweisen auf das 8-tägige Lichter- oder Tempelweihfest Chanukka (Dezember). Highlight dieser Station ist ein (nicht halachischer) Channukaleuchter aus Lego, der in einem Kooperationsprojekt mit einer Schulklasse entstand. An jedem Tag des Lichterfestes wird eine Kerze des Leuchters mehr angezündet, womit an ein Wunder erinnert wird, bei dem ein Licht acht Tage geleuchtet haben soll, obwohl nur Öl für einen Tag eingefüllt worden war. Das Pessachfest ist ebenfalls ausgestellt und wird illustriert mit Videoausschnitten einer Dokumentation des NDR und einer stilisierten Sederplatte mitsamt ihren verzehrbaren Bestandteilen. Weitere Ausstellungsstücke sind Beispiele für koscheres Geschirr und Besteck. Zu diesen Exponaten zählen ein silberner und zum Teil vergoldeter Sederteller aus dem Jahr 1680 sowie historische Mazzenteller und Eliasbecher, die zum Pessachfest verwendet werden.
Zentral auf dem Tisch ist außerdem der Schabbat als wöchentlicher Feiertag dargestellt. Er wird illustriert mit Gegenständen für die häuslichen Zeremonien des Ruhetags. Auch die aus dem 19. Jahrhundert stammenden Kiddusch- beziehungsweise Hawdalabecher und -pokale aus Silber und Glas des Münsteraner Landrabbiners Abraham Sutro (1784–1869) und ein Schabbatleuchter aus Daseburg veranschaulichen die jüdischen Traditionen zum Schabbat.
Ebenfalls dargestellt wird der Jüdische Kalender, ein Lunisolarerkalender mit 12 Monaten und einem Schaltmonat, der im Jahr 3761 v. d. Z. beginnt. Seine Funktionsweise wird in einem interaktiven Modul erklärt.
Mit einem siebenarmigen Leuchter (Menora) aus Bronze, der noch bis 1929 in der Synagoge in Moers stand, wird auf eines der bekanntesten und ältesten jüdischen Symbole, das seit 1949 das israelische Staatswappen ziert, hingewiesen.
Neben den allgemeinen religiösen Festen werden in einem weiteren Abschnitt religiöse Stationen im Leben eines Juden, die persönlichen Feste, behandelt – wiederum anhand heutiger und geschichtlicher Beispiele. Das acht Tage nach der Geburt erfolgende Beschneidungsritual Brit Mila wird mit Beschneidungswerkzeug aus dem 18. Jahrhundert und Mohelbüchern, die Anleitungen zur Beschneidung enthalten, erläutert. Kleine Stationen, Fotos und Audiosequenzen erklären den Passageritus des Judentums Bar Mizwa beziehungsweise Bat Mizwa bei Mädchen, und die Hochzeit. Ein gläserner Pokal einer Chewra Kadischa weist eindrucksvoll auf die jüdische Bestattungstradition hin.

### Speiseregeln
Ein kleineres Kapitel ist den jüdischen Speiseregeln, der Kashrut gewidmet. Anhand eines interaktiven Tools wird dem Besucher ein zentrales Element jüdischer Speisevorschriften, das Verbot Milch und Fleisch gemeinsam zu verzehren, nähergebracht. Darüber hinaus sind koshere Lebensmittel, Kochbücher und Ratgeber zur kosheren Ernährung beispielhaft für die jüdische Alltagskultur ausgestellt.
Die Kashrut umfasst noch weitreichendere Regeln für das Alltagsleben, die in der Ausstellung nur angerissen werden.

### Schrift und Sprache
Ein weiteres Kapitel widmet sich Sprachen und Schriften, die für die jüdische Welt von Bedeutung sind. Zentral sind hier das Hebräische – mit Gelegenheiten zum Ausprobieren nicht nur für Kinder – und das Jiddische. Anhand tagesaktueller Exemplare jüdischer Zeitungen, einer historischen Hebräischfibel für Kinder und Hörbeispielen jiddischer Musik wird die Bedeutung der beiden Sprachen für die Alltagskultur und die jüdische Geschichte vermittelt.

### Die Welt besser machen
Ein Kapitel, das in der 2018 eröffneten Dauerausstellung neu hinzukam, behandelt das Thema der jüdischen Wohltätigkeit: Welchen Regeln folgt jüdische Ethik, wie zeigt sich soziales Engagement in der Geschichte und der Gegenwart? Als Beispiele dienen Überlegungen des jüdischen Gelehrten Maimonides, der Jüdische Frauenbund um Bertha Pappenheim sowie die kontemporären Tradition des internationalen Mitzvah Day, der jährlich vom Zentralrat der Juden in Deutschland organisiert wird.

### „Von hier“
An einer Wand des Hauptsaals finden sich zehn Schlaglichter auf jüdische Persönlichkeiten und Institutionen: die Computerpionierin Stephanie Shirley/Buchthal aus Dortmund, einen jüdischen 2. Schalke-Vorsitzenden, jüdische Bergleute, den Sänger Joseph Plaut und andere unerwartete Geschichten. Auch die hohe Zahl jüdischer Bergleute im Ruhrgebiet der 1910er und 1920er Jahre gehört zu den hier angerissenen Themen. In einer Leseecke sind dazu wiederum Vertiefungen angeboten.

### Nationalsozialismus, Verfolgung und jüdische Selbstbehauptung

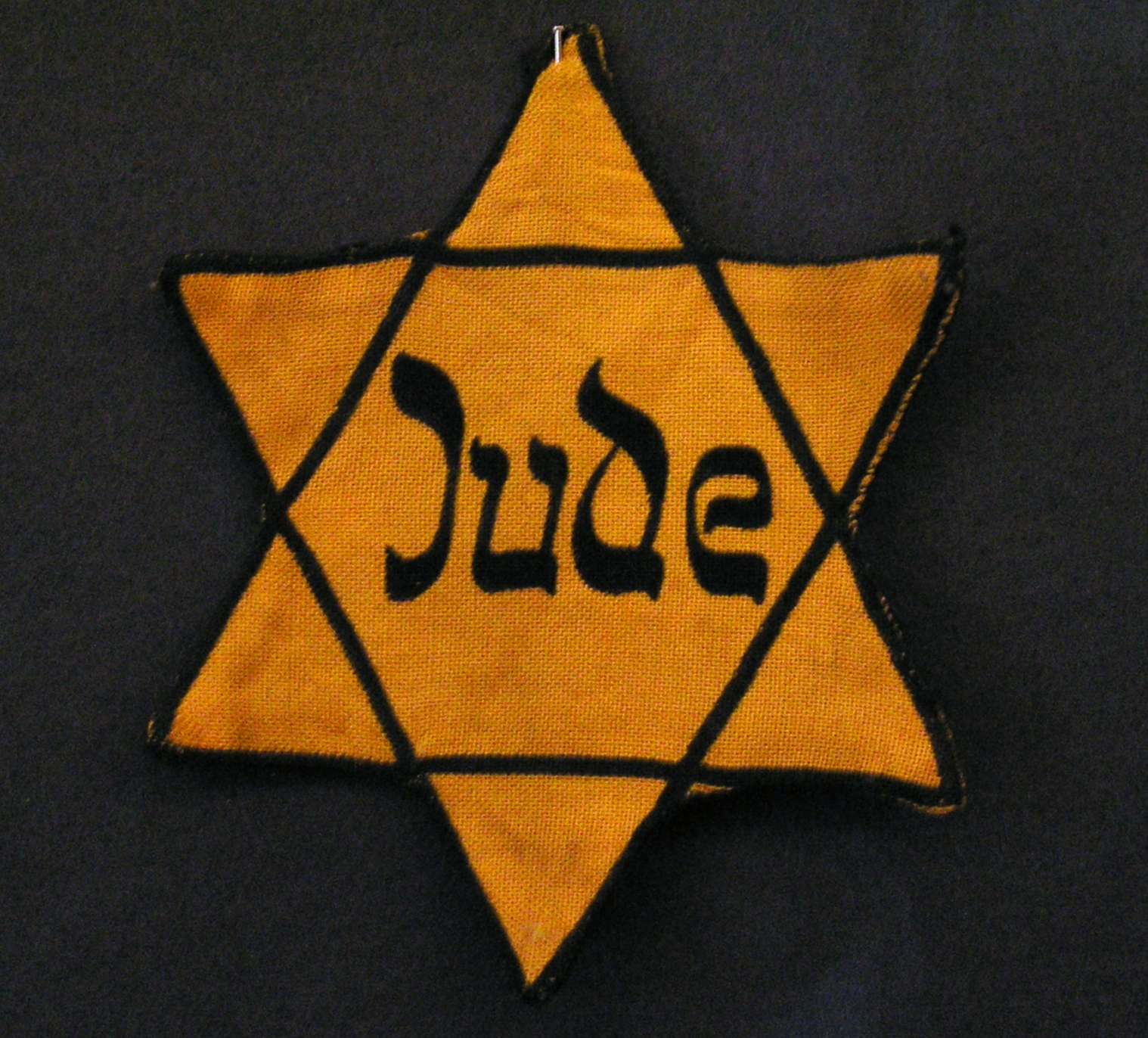
Judenstern

Im dritten Teil der Dauerausstellung wird unter dem Titel „Zeitenbruch“ die Judenfeindlichkeit und vor allem die Verfolgung und Vernichtung der westfälischen Juden während der Zeit des Nationalsozialismus thematisiert. Anhand antijüdischer Gesetzgebung seit 1933 werden Schlüsselereignisse wie die Novemberpogrome 1938 historisch eingeordnet. Eine Karte gibt Auskunft über die wichtigsten Deportationen aus Westfalen und „Letzte Briefe“ vermitteln einen Einblick in individuelle Familienschicksale.
Den antijüdischen Diskriminierungen stehen hier die jüdischen Reaktionen gegenüber. Beispiele aus der NS-Zeit sowie solche aus früheren Jahren illustrieren die vielfältigen Versuche von Juden und Jüdinnen, der Diskriminierung und Verfolgung etwas entgegenzusetzen und sich selbst zu behaupten. Die „Anti-Anti Blätter zur Abwehr“ aus den 1920er Jahren, herausgegeben von Central-Verein deutscher Staatsbürger jüdischen Glaubens und als Argumentationshilfe gegen den grassierenden Antisemitismus ausgegeben, sind dabei neben den Geschichten einzelner jüdischer Personen ausgestellt, die während der NS-Zeit widerständig waren.

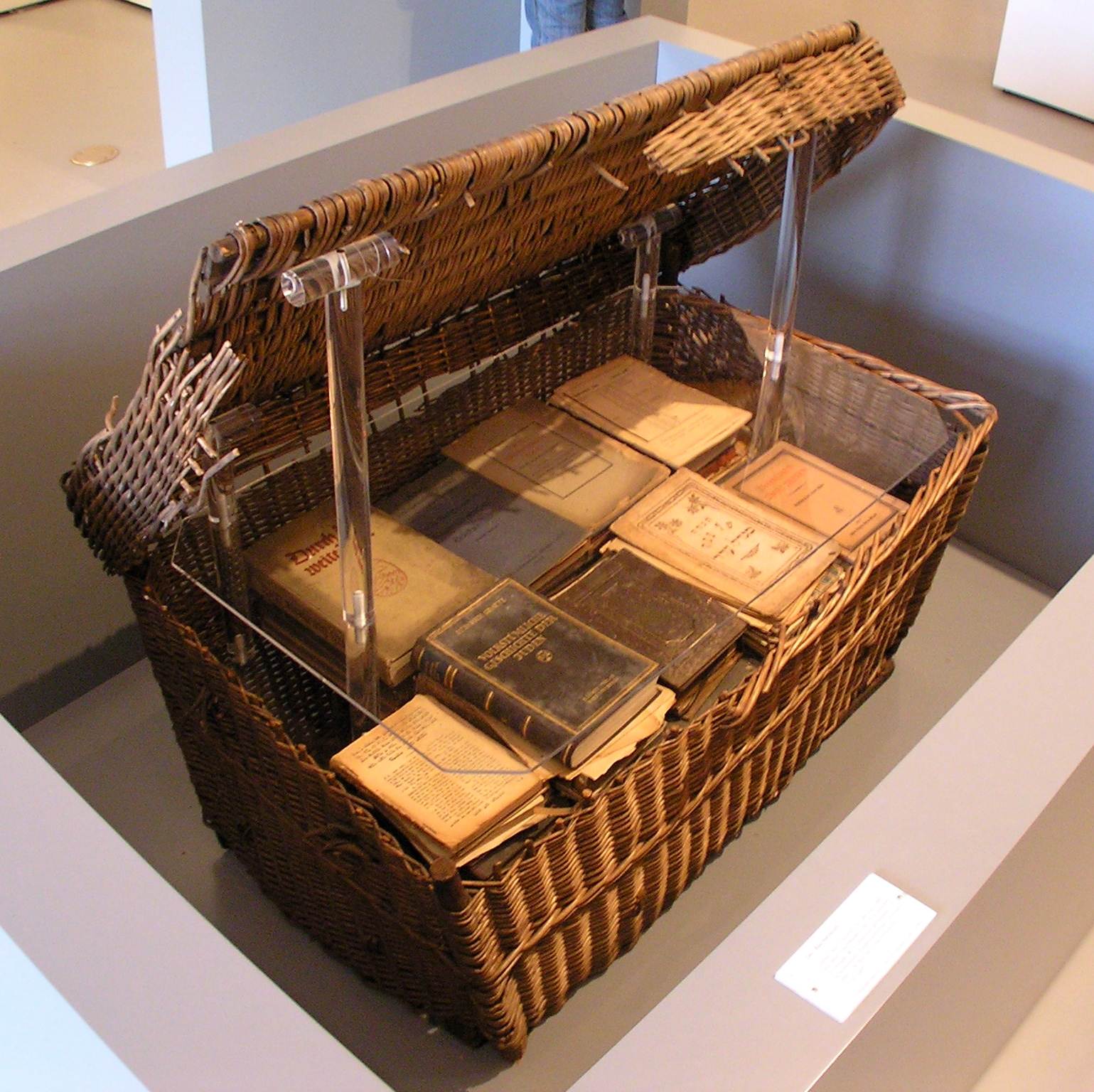
Bottroper Bücherfund

Ein besonderes Ausstellungsstück ist in diesem Kontext der sogenannte „Bottroper Bücherfund“, ein 1989 entdeckter Weidenkorb mit etwa 150 jüdischen Büchern und einigen Zeitungen, der 47 Jahre auf einem Dachboden eines Bottroper Wohnhauses lag. Es handelt sich bei den Büchern um Anleitungen zur Liturgie, Auslegung des Tanach, Schriften über den Zionismus sowie Sprach- und Schulbücher. Sie entstammen dem Besitz mehrerer jüdischer Mieter des Wohnhauses, der größte Teil gehörte nach den Eigentümersignaturen der 1942 ins Rigaer Ghetto deportierten Familie Julius Dortort. Die Biographie Josef Dortorts ist im Kapitel „Lebenswege aus Westfalen“ ausführlich dokumentiert.

### Migration – Flucht – Hoffnung
Die letzte Ausstellungsabteilung – auf der „Brücke“ über dem Foyer zwischen Alt – und Neubau angesiedelt – ist dem Thema „Migration“ gewidmet. Sie gibt Einblicke in die jüdische Migration aus und nach Westfalen um 1900, in Fluchten der 1930er Jahre, die Alija genannte Wanderung nach Eretz Israel und die Rettung jüdischer Kinder mit den „Kindertransporten“ sowie die jüdische Einwanderung der letzten 30 Jahre aus den Nachfolgestaaten der Sowjetunion.

### Ausstellungsspur für Kinder
Eine Ausstellungsspur für Kinder, zu der die weltberühmte Dorstenerin Cornelia Funke das Logo gezeichnet hat, führt Kinder durch die Ausstellung und erklärt besondere Exponate und Mitmach-Stationen.

## Wechselausstellungen

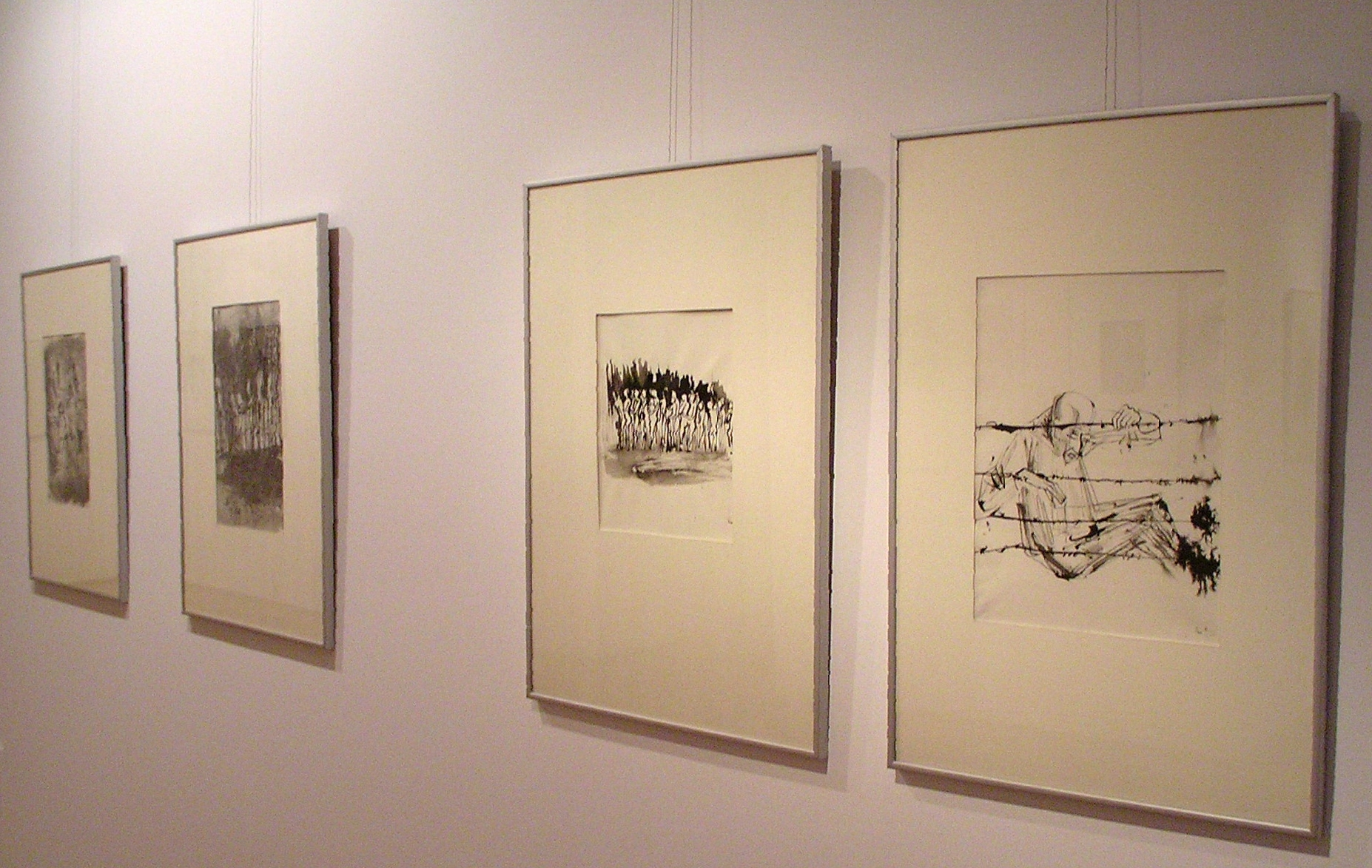
Teil des Holocaust-Zyklus von Tisa von der Schulenburg

Von den Räumen der Dauerausstellung aus erreicht der Besucher über eine Empore das Obergeschoss des Altbaus, in dem unregelmäßig Wechselausstellungen stattfinden. Zwischen den Wechselausstellungen werden selbstproduzierte „Andockungen“ der Dauerausstellung (z. B. zu jüdischen Festen) gezeigt oder den Rohrfederzeichnungen des Holocaust-Zyklus der Künstlerin Tisa von der Schulenburg aus den 1960er Jahren 14 Zeichnungen und Aquarelle der Auschwitz-Überlebenden Agnes Lukacz gegenübergestellt.
Bisherige Ausstellungen (Auswahl)
- 1993: Lithographien von Salvador Dalí: Aliya
- 1994: Zeichnungen und Aquarelle von Agnes Lukacz
- 1994: 20. Juli 1944. Die Schulenburgs.
- 1994: Lithographien von Marc Chagall
- 1995: Zwei Freunde. Bilder von Julo Levin und Franz Monjau
- 1997: Meer Akselrod. Ein jüdischer Maler aus Russland
- 1998: Zeitenbruch. Jüdische Existenz in Rheinland-Westfalen 1933–1945
- 1999: Stille Gärten ‒ beredte Steine. Fotografien jüdischer Friedhöfe
- 2000: Lichter in der Finsternis ‒ Raoul Wallenberg und die Rettung der Budapester Juden 1944/45
- 2000: Harry Weber: Jerusalem ‒ Stadt der Juden, Christen und Muslime.
- 2000: Die Synagoge ‒ Schnittpunkt jüdischen Lebens
- 2001: Julo Levin zum 100. Geburtstag
- 2002: Zeichen des Alltags. Jüdisches Leben in Deutschland heute
- 2002:  Seligmanns Bücher. Von der späten Rückgabe des Eigentums jüdischer Flüchtlinge aus Hannover
- 2002: Erich Maria Remarque: Der Weg zurück
- 2002: Gisela Paul: Illustrationen zu Gedichten jüdischer Autorinnen
- 2002: Johann-Gutenberg-Hauptschule, Dülmen: Mit euren Schatten…
- 2003: Armand Edery: Ketubbot
- 2003: Tomasz Samek: Mitten in Europa. Konzentrationslager Majdanek (als Bildband: 2001, ISBN 83-907532-8-6)
- 2003: George Pusenkoff: Erased or not erased
- 2004: Dem Judenmord entkommen. Jüdische Überlebende in Lettland und Litauen. Berichte aus Ghettos und Konzentrationslagern.
- 2004: Sich fügen heißt lügen. Der Schriftsteller und Anarchist Erich Mühsam
- 2004: Dirk Vogel, Bilder der Gegenwart ‒ Porträts von Juden in Deutschland
- 2004: Seligmanns Bücher ‒ Von der späten Rückgabe des Eigentums jüdischer Flüchtlinge aus Hannover
- 2005: Bożenna Biskupska: Auf dem Weg
- 2005: Dessa ‒ eine Hommage an das Kaufhaus N. Israel, Berlin 1815–1939
- 2006: Die Mädchen von Zimmer 28. L 410 Theresienstadt
- 2006: Axel Baumgärtel: Von Berlin über Wien nach Israel und Jordanien.
- 2007: Antonia M. Bußhoff: Ein Stern hat wohl noch Licht – vom Antlitz des anderen
- 2007: David Bennett ‒ Szenen aus der Bibel
- 2008: Petr Ginz ‒ Prager Tagebuch 1941–1942
- 2008: So einfach war das. Jüdische Kindheit und Jugend seit 1945 in Österreich, der Schweiz und Deutschland
- 2009: Antisemitismus? Antizionismus? Israelkritik?
- 2009: Die Sixties. Fotografien von Linda McCartney
- 2010: Angekommen?! Lebenswege jüdischer Einwanderer[28]
- 2010: Alexander Dettmar, Painting to remember ‒ Zerstörte deutsche Synagogen
- 2010: Menschen ‒ Steine ‒ Migrationen. Gegenwart und Vergangenheit jüdischen Lebens im Rheinland und in Westfalen[29]
- 2011: John Elsas, Der Gespenster Berg ‒ Collagen und Aquarelle
- 2011: Grigory Berstein, Mammeloschen
- 2011: André Citroën
- 2011: Vergessene Rekorde ‒ Jüdische AthletInnen
- 2012: Nevin Toy-Unkel und Dirk Vogel, Gesichter der Einwanderung im Revier
- 2012: Verwischte Spuren ‒ Erinnerung und Gedenken an nationalsozialistisches Unrecht in Westfalen
- 2012: 1, 2, 3 … Billy Wilder. Fotografien
- 2013: Kriegskinder – Begegnungen heute
- 2013: Samuel Jessurun de Mesquita
- 2013: Die Judenschule ‒ Fotografien von Thomas Sandberg
- 2014: Oscar Troplowitz, Inhaber der Fa. Beiersdorf und Kunstmäzen
- 2014/2015: Heimatkunde. Westfälische Juden und ihre Nachbarn
- 2015: Geächtete. Sinti und Juden im Werk von Otto Pankok
- 2016: Heimatsucher. Schoah-Überlebende heute
- 2016: Yury Kharchenko – Wege des Unsichtbaren
- 2017: „Eine Geschichte von Vernichtung und Überleben. Der Holocaust im galizischen Erdölrevier“
- 2017: Martin Luther und das Judentum. Rückblick und Aufbruch
- 2017: 25 Jahre Jüdisches Museum Westfalen
- 2017/2018: „Fritz Bauer. Der Staatsanwalt – NS-Verbrechen vor Gericht“
- 2018: „Marlene Dietrich. Die Diva. Ihre Haltung. Und die Nazis.“
- 2019: Fräulein Rabbiner Regina Jonas
- 2019: Im Angesicht der Vernichtung. Arbeit und Widerstand in den Ghettos 1941–1944
- 2019: Und im Fenster der Himmel. Die Überlebensgeschichte der Johanna Reiss
- 2020: Hermann Struck – “Das ostjüdische Antlitz”
- 2021: Lotte Errell: Reiserefotografin in den 1930er Jahren
- 2022: Kinder auf der Flucht. Kindertransporte 1938–1939
- 2022: Ein Foto-Shooting, das zur Legende wurde. Bert Stern und Marilyn Monroe
- 2024/2025: Die Tänzerin von Auschwitz – Die Geschichte einer unbeugsamen Frau: Rosa Glaser

## Museumspädagogik

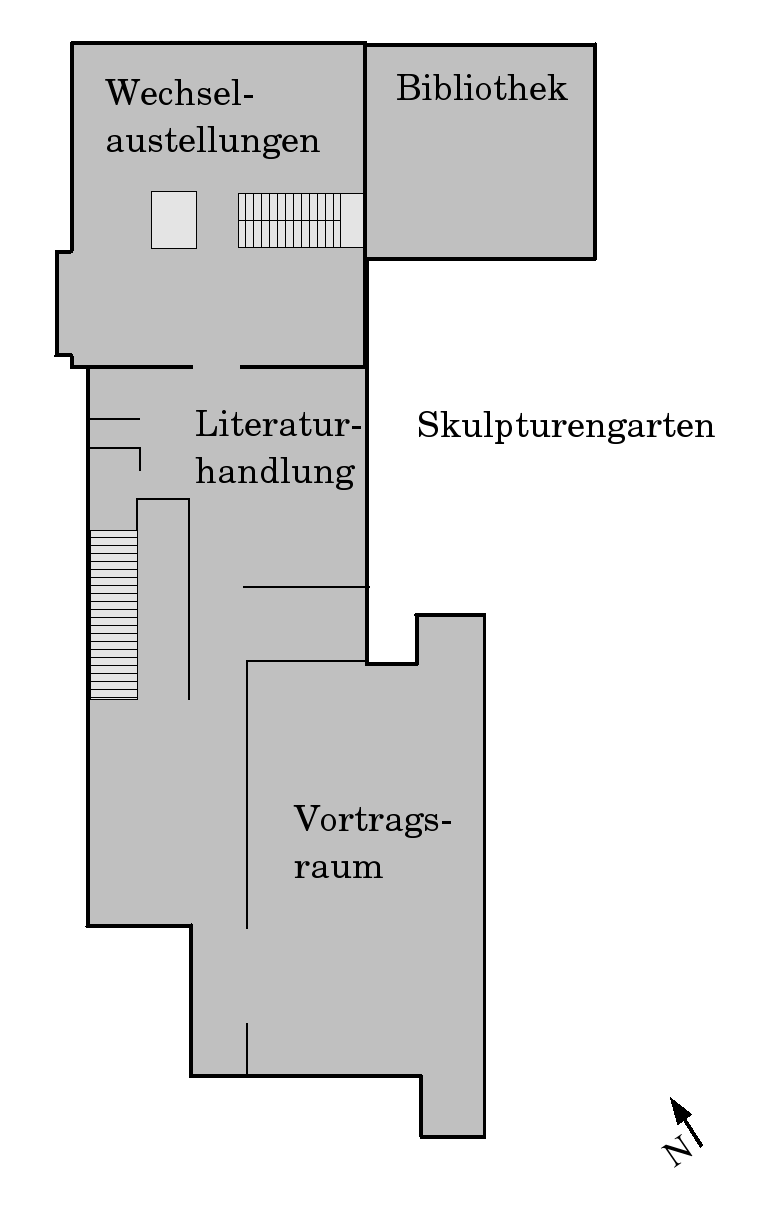
Grundriss des Erdgeschosses

Das Museum bietet thematische Gruppenführungen für Erwachsene, Jugendliche und Schulgruppen an. Seit 2005 finden etwa einmal im Monat kostenlose „offene Führungen“ statt. Für Kinder im Grundschulalter gibt es außerdem spezielle Führungen mit Geschichten, Musik und Spielen für den altersgerechten Einstieg in die Thematik, bei denen einzelne Gegenstände wie die Kopfbedeckung Kippa oder die Gebetsriemen Tefillin auch angefasst und anprobiert werden können. In einem Übungsraum kann man hebräische Schriftzeichen mit Hilfe von Schablonen kennenlernen.
Für Schulklassen der Sekundarstufen I und II besteht das Angebot individuell angepasster Studientage, an denen beispielsweise im Rahmen des Geschichts- oder Religionsunterrichts Themen zum Judentum selbständig erarbeitet und Filme diskutiert werden können. Während der Ferien werden Ferienwerkstätten für Kinder zwischen 8 und 12 Jahren angeboten, in deren Rahmen die Themen des Museums ausführlich, aber kindgerecht vermittelt werden.

## Lehrhaus

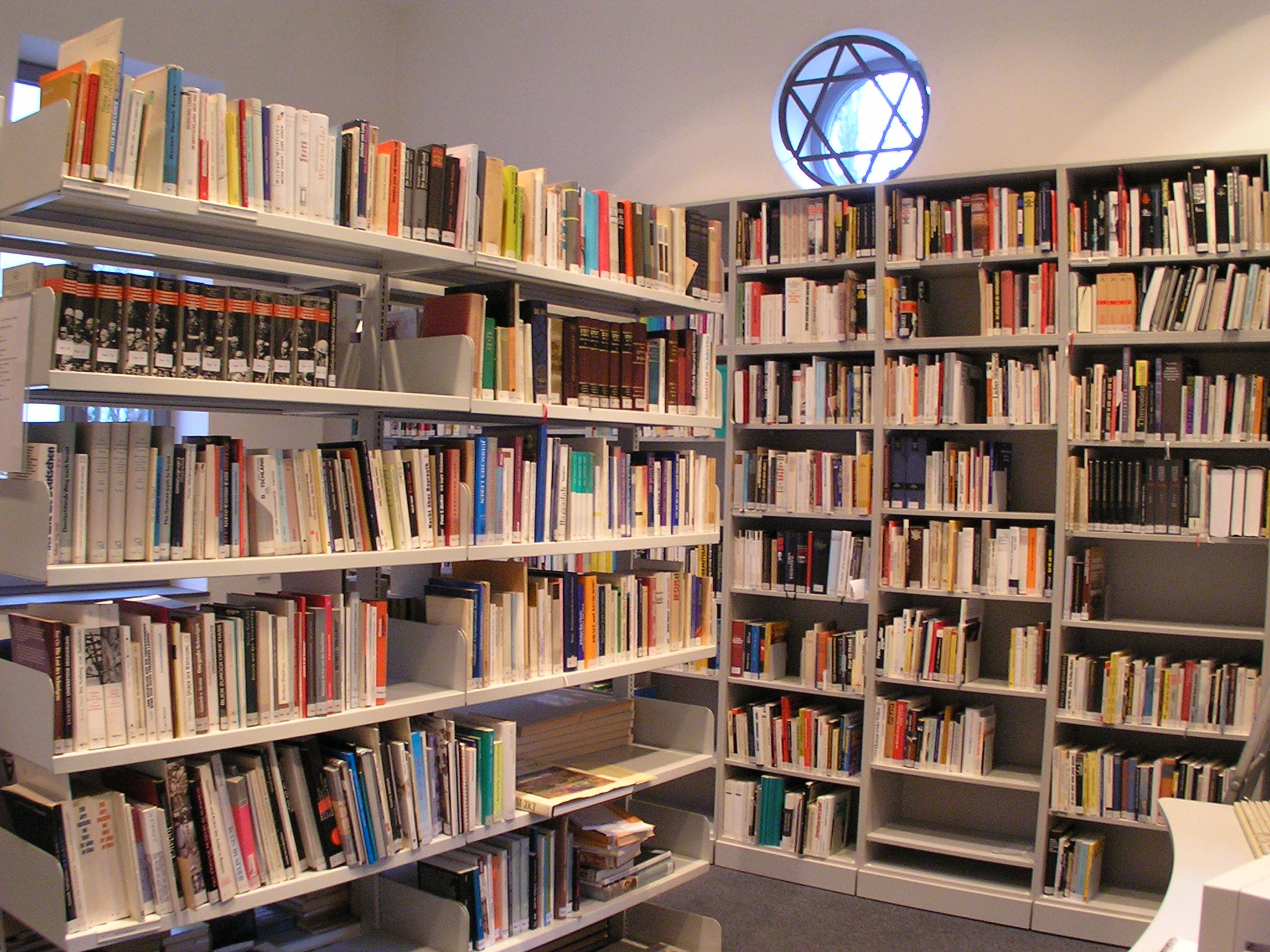
Bibliothek

In Anlehnung an die Tradition der jüdischen Lehrhäuser versteht sich das Museum auch als Lehr- und Lernort und hält bildende und kulturelle Angebote bereit. Halbjährlich erarbeitet das Museum in Zusammenarbeit mit der Volkshochschule Dorsten und weiteren Partnern ein kulturelles Programm mit Vorträgen von Museumsmitarbeitern und externen Referenten zu jüdischer Religion und Tradition in Geschichte und Gegenwart, Filmvorführungen und Lesungen jüdischer Literatur. Der Verein bietet außerdem regelmäßig Exkursionen und Studienreisen an. Programmhefte und eine eigene Website informieren die Öffentlichkeit über diesen Teil der Arbeit. Fortbildungen für Lehrer/innen und andere Multiplikatoren gehören ebenfalls zum Profil; gelegentlich werden Reihen „Jüdische Kulturtage“ (etwa zu jüdischen Filmen oder jüdischer Literatur) veranstaltet.
Das Museum hat mehrere Wanderausstellungen erarbeitet und bietet derzeit zwei davon („Die Synagoge – Schnittpunkt jüdischen Lebens“, „Angekommen?! Lebenswege jüdischer Einwanderer“) zur Ausleihe für Vereine, Volkshochschulen, Schulen, Kirchengemeinden und ähnliche Organisationen an.
Im rückseitigen Anbau des Altbaus befindet sich zudem eine umfangreiche Präsenzbibliothek mit mehr als 5.000 Büchern, Zeitschriften und Zeitungen rund um das Judentum. Zum Bestand gehören Nachschlagewerke wie die Encyclopaedia Judaica, Werke zur Religion, Kultur, Geschichte und Verfolgung der Juden, Zionismus und Israel sowie jüdischer Literatur; einen Schwerpunkt bildet die jüdische Regionalgeschichte.
Eine Auswahl von etwa 1.000 Büchern jüdischer Literatur ist in der im Foyer befindlichen Filiale der Münchener jüdischen Buchhandlung von Rachel Salamander erhältlich. Darunter befinden sich grundlegende Werke zum Judentum, aber auch aktuelle und zeitlose Literatur von jüdischen Autoren wie Franz Kafka, Wladimir Kaminer oder die Ausgaben des Tagebuchs der Anne Frank sowie Biographien von bekannten Juden. Außerdem werden Israel-Reiseführer, hebräisch-deutsche Wörterbücher, CDs und Judaica angeboten.
Die Zeitschrift des Trägervereins und des Museums Schalom erscheint zweimal im Jahr und informiert über jüdisches Leben in Westfalen, Deutschland und der Welt sowie wichtige Ereignisse und Entwicklungen im Museum. Monatlich wird ein E-Mail-Newsletter veröffentlicht, der Veranstaltungs- und Medientipps verbreitet.